# آرثر ك. واتسون (دبلوماسي)
آرثر ك. واتسون (بالإنجليزية: Arthur K. Watson)‏ هو دبلوماسي أمريكي، ولد في 23 أبريل 1919 في سوميت في الولايات المتحدة، وتوفي في 26 يوليو 1974 في كونيتيكت في الولايات المتحدة بسبب سقوط.

## وصلات خارجية
- آرثر كيتريدج واتسون على موقع مونزينجر (الألمانية)
- آرثر كيتريدج واتسون على موقع إن إن دي بي (الإنجليزية)